# Rainer Müller (Mediziner)
Rainer Müller (* 19. Dezember 1941 in Hagen; † 27. Oktober 2019) war ein deutscher Arzt und Sozialwissenschaftler. Er war von 1976 bis 2007 Professor für Arbeitsmedizin und Sozialmedizin an der Universität Bremen und von 1988 bis 2007 Leiter der Abteilung Gesundheitspolitik, Arbeits-, Sozialmedizin des Zentrum für Sozialpolitik (jetzt Socium). Von 1994 bis 2006 war er Sprecher des Zentrums für Sozialpolitik.

## Leben
Nach seinem Abitur studierte Rainer Müller von 1962 bis 1969 Medizin an der Universität Münster und der Universität Wien. 1970 erfolgte die Approbation als Arzt und die Promotion zum Dr. med. bei Hans Joachim Einbrodt.
Das 1968 begonnene Studium der Soziologie in Münster wurde ab 1971 an der Freien Universität Berlin fortgesetzt und 1973 mit der Diplomarbeit Zur politischen Funktion kritischer Gruppen in der Öffentlichkeit: eine soziologische Untersuchung der Cabora Bassa Kampagne in der BRD und in Westberlin abgeschlossen.
Von Januar 1973 bis September 1976 war er als Assistent und Oberarzt an der Abteilung für Hygiene und Arbeitsmedizin der Medizinischen Fakultät der RWTH Aachen angestellt.
Von 1976 bis 2007 war er Hochschullehrer für Arbeitsmedizin, Sozialmedizin und Public Health an der Universität Bremen. 1983 erfolgte ein Forschungsaufenthalt an der Wellcome Unit for the History of Medicine der Universität Oxford.
Nach der Berufung an die Universität Bremen folgten zahlreiche Forschungsprojekte zu arbeitsbedingten Erkrankungen und öffentlicher Gesundheit. Die Forschung mit Routinedaten von Gesetzlichen Krankenkassen wurde zu einem Schwerpunkt seiner Arbeit. Dabei hat er maßgebliche Impulse für Wissenschaft und Politik gegeben. Die Verpflichtung der Gesetzlichen Krankenversicherungen zur arbeitsweltbezogenen Prävention und Gesundheitsförderung mit §20 des Gesundheitsreformgesetz (GRG) ab 1989 geht auf diese Forschung zurück.
Zusammen mit anderen Akteuren (insbesondere Stephan Leibfried) war er Gründungsmitglied des Forschungsschwerpunkts „Reproduktionsrisiken, soziale Bewegungen und Sozialpolitik“ (1978–1985). Hieraus entwickelte sich mit Unterstützung der Volkswagenstiftung das im September 1988 gegründete Zentrum für Sozialpolitik (ZeS) der Universität Bremen, das mittlerweile ins Socium eingegangen ist. Er übernahm die Leitung der Abteilung „Gesundheitspolitik, Arbeits- und Sozialmedizin“ und war von 1994 bis 2006 Sprecher des ZeS. 1988 bis 2001 war er am Aufbau und der Leitung des Sonderforschungsbereiches 186 der Universität Bremen über Statuspassagen und Risikolagen im Lebensverlauf beteiligt.
Weiterhin war er von 1984 bis 2009 Betriebsarzt der Flughafen Bremen GmbH und von 1989 bis 2013 Dozent der Linzer Akademie für Arbeitsmedizin und Sicherheitstechnik.

## Arbeitsschwerpunkte
- arbeitsbedingte Gesundheitsgefahren und Erkrankungen
- Arbeitsschutz
- betriebliche Prävention
- Gesundheitsförderung
- betriebliche Gesundheitspolitik
- Geschichte der Arbeitsmedizin
- Professionalisierung von Betriebsärzten
- Gesundheitspolitik
- Public Health